# Francesco Mussoni (Politiker, 1971)

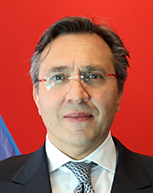
Francesco Mussoni, 2022

Francesco Mussoni (* 15. Mai 1971 in San Marino) ist ein Politiker aus San Marino. Er war 2009 bis 2010 Capitano Reggente (Staatsoberhaupt), von 2011 bis 2012 Arbeitsminister und anschließend von 2012 bis 2016 Gesundheitsminister. Vom 1. Oktober 2021 bis 31. März 2022 war er Capitano Reggente mit Giacomo Simoncini.

## Biografie
Nach dem Erwerb der Hochschulreife (Liceo Classico) studierte er Rechtswissenschaften an der Universität Bologna und war danach als Rechtsanwalt in San Marino tätig. Zugleich war er Administrator für den Bau des vom Architekturbüro von Norman Foster entworfenen World Trade Center (San Marino) in den Jahren 2001 bis 2004.
Seine politische Laufbahn begann Mussoni, der seit 2000 Mitglied der Partito Democratico Cristiano Sammarinese (PDCS) ist, im Juni 2001 mit der Wahl zum Mitglied des san-marinesischen Parlaments (Consiglio Grande e Generale). 2006 verfehlte er den Einzug ins Parlament,  2008, 2012 und 2016 wurde er wieder gewählt.
In der 25. Legislaturperiode (2001–2006) war er Vorsitzender des Gesundheitsausschusses und Mitglied des Außen-, Innen- und Finanzausschusses.
2006 wurde er nicht nur Mitglied des Zentralkomitees der PCDS, sondern zugleich auch Vizepräsident der Partei. Zwischen Oktober 2009 und März 2010 war er neben Stefano Palmieri Capitano Reggente (Staatsoberhaupt) von San Marino. Seit dem 1. Oktober 2021 ist er mit Giacomo Simoncini Capitano Reggente.
Nachdem die Europopolari per San Marino die Regierungskoalition verließen und Gian Marco Marcucci von seinem Amt als Arbeitsminister zurücktrat, wurde Mussoni am 16. März 2011 zum Arbeitsminister (Segretario di Stato al Lavoro, Cooperazione e Poste) gewählt. Nach dem Sieg der San Marino Bene Commune bei den Parlamentswahlen vom 11. November 2012 wurde Mussoni Gesundheitsminister (Segretario di Stato Sanità e Sicurezza sociale, Famiglia, Previdenza, Programmazione economica) im neuen Kabinett.

## Ehrungen
Francesco Mussoni wurde 2014 mit dem Großkreuz des Verdienstordens der Italienischen Republik ausgezeichnet.